# Conte érotique
Un conte érotique est un récit oral gravitant autour de la sensualité, la sexualité ou l'amour.
Par extension on parle de conte érotique pour désigner un récit écrit issu d'une retranscription. 